# جمودية
الجمودية (بالإنجليزية: Ultra-Conservatism)‏ هي موقف سياسي و اجتماعي يدفع بصاحبه إلى التشبث بالتقاليد ورفض التجديد والتقدم والإصلاح في السياسة والمجتمع. و يتحول هذا الموقف أحيانا إلى سياسة متكاملة قائمة على كبح و تجميد كل مبادرة تجديدية. و ينطبق ذلك بدقة على بعض الأحزاب الوسطية الحاكمة أو المرتكزة إلى أكثرية ضئيلة، التي تعمل على الالتزام بمواقف جامدة، خشية أن تتعرض لانتقادات من قبل حلفائها و معارضيها على حد سواء. و يؤدي هذا بدوره إلى شلل الحكومة المشكلة من هذه الأحزاب، و عجزها عن حل المشكلات الجدية للبلاد، إذ يقتصر نشاطها آنذاك على تسيير شؤون الدولة لا قيادتها.
و أما في المجال الإيديولوجي و النظري، فالجمودية تعبر عن موقف ضمني إزاء بعض الملفاهيم و المبادئ. إلى درجة يصبح معها الإنسان عبدا للفكرة بدل أن تكون الفكرة مسخرة في خدمة الإنسان و سعادته.